# صفحه عربستان

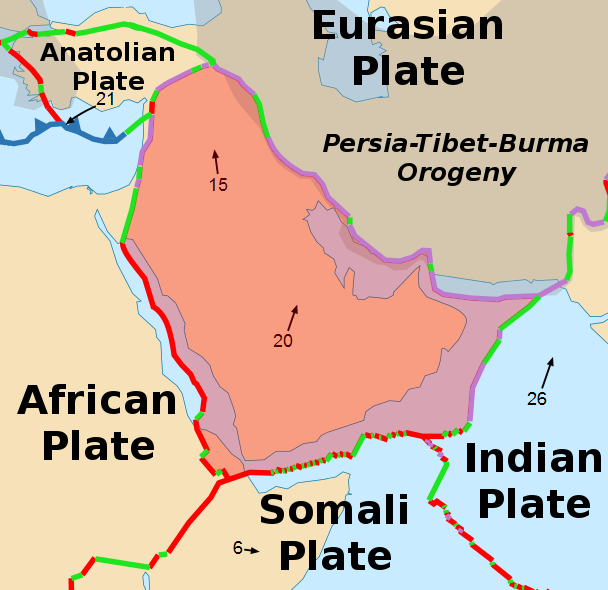
موقعیت صفحهٔ عربستان

صفحهٔ عربستان در مقایسه با دیگر صفحه‌های تکتونیکی

صفحهٔ عربستان (به انگلیسی: Arabian Plate) صفحهٔ لیتوسفری کوچکی است که همراه با صفحات هند و آفریقا در طی میلیون‌ها سال (در حدود ۲۰ میلیون سال برای صفحهٔ عربستان و ۵۰ میلیون سال برای صفحهٔ هند) در حال حرکت به سمت شمال و در نهایت برخورد با صفحهٔ اوراسیا بوده‌است و می‌تواند در آینده زمین‌لرزه‌هایی با شدت کمتر از ۴ ریشتر به وجود آورد. نتیجهٔ این رویداد، به هم پیوستن قطعات صفحه و رشته‌کوه‌هایی است که از پیرنه در غرب، تا سرتاسر جنوب اروپا و خاورمیانه تا هیمالایا و رشته‌کوه‌های جنوب‌شرق آسیا گسترده شده‌اند. همچنین رشته‌کوه‌های زاگرس در ایران از برخورد صفحهٔ عربستان با صفحهٔ ایران به‌وجود آمده‌اند.

## موقعیت صفحه عربستان
بیشتر صفحهٔ عربستان را شبه‌جزیرهٔ عربستان تشکیل می‌دهد و این صفحه با گسترش به سمت شمال تا ترکیه امتداد دارد. در مرز غربی صفحهٔ عربستان، منطقهٔ گسل تبدیلی شامل گسل‌های آناتولی شرقی و دریای مرده واقع است که صفحات مجاور در این نقطه در حال سایش یکدیگرند. کافت‌های دریای سرخ و خلیج عدن مرز جنوبی صفحه، جایی که عربستان و آفریقا در حال ازهم‌جداشدن هستند را تشکیل می‌دهند. رشته‌کوه‌های زاگرس و مکران نیز مشخص‌کنندهٔ منطقهٔ برخوردی کنونی دو صفحهٔ عربستان و اوراسیا (یا صفحه ایران و عربستان) با یکدیگر هستند.

## دورهٔ زمین‌شناسی
صفحهٔ عربستان در بیشتر طول ابردوران پیدازیستی (پالئوزوئیک – سنوزوئیک) تا دوره اولیگوسن از دوران نوزیستی، بخشی از صفحهٔ آفریقا بود. دریای سرخ در دورهٔ ائوسن شروع به شکافتن نمود اما جدایی آفریقا از عربستان در طی دورهٔ اولیگوسن روی داد و از آن زمان به بعد، صفحهٔ عربستان به‌آهستگی در حال حرکت به سوی صفحهٔ اوراسیاست.